# 汤璪真
汤璪真（1898年2月3日—1951年10月9日），号孟林，湖南湘潭（今韶山市杨林乡云源村）人，中华民国及中华人民共和国数学家。

## 生平

### 早年生涯
清朝光绪廿四年（戊戌年）农历正月十三日，汤璪真生于湖南湘潭（今韶山市杨林乡云源村），是长房嫡孙。早年在湘乡东山学校学习，两次跳级，从而与同乡毛泽东成为同班同学。汤璪真是班上年龄最小的学生，和毛泽东为终生契友。
1915年，汤璪真考入北京高等师范学校（北京师范大学的前身）数理部。杨武之是数理部里年级比他高的同学。汤璪真毕业前夕，1919年五四运动爆发．汤璪真和同学一同参加游行，遭军警殴伤，其间汤璪真和北京大学学生领袖许德珩成为好友。
大学三年级时，汤璪真在北京高等师范学校学报发表英文论文《On the Consecutive Terms of an Arithmetical Progression》（Beijing Normal College, 1919.）。这是汤璪真的处女作。1919年，汤璪真毕业，至北京女子师范大学任教。一年后，汤璪真破格晋升讲师，并到北京大学任教。
1923年，汤璪真通过官派留学考试，进入德国柏林洪堡大学研究院学习几何学，师从几何学家布拉斯凯（W．Blaschke，又译布拉希开）。1926年通过论文答辩，获洪堡大学博士学位。同年和章伯钧等人归国，受聘为国立武昌大学教授，直到1928年国立武昌大学解散。1928年8月，国立武汉大学组建，校长王世杰和王星拱延聘学者来校任教。理学院设有数学系、物理系、化学系和生物系，数学系1928年招收第一届本科生，曾昭安任系主任兼教授，此外教授陆续聘有叶志、萧君绛、刘乙阁、汤璪真，以及后来来校的吴大任、李国平、李华宗，数学系一共八位教授。

### 武汉大学
1930年，汤璪真受聘国立武汉大学数学系。此时《武汉大学理科季刊》创刊，曾昭安任主编，编辑包括汤璪真（数学）、桂质廷（物理）、邬保良（化学）、章韫胎（生物）。1940年汤璪真接替调任教务长的曾昭安任《理科季刊》主编。在国立武汉大学数学系算学室，汤璪真常和叶志、萧君绛、刘乙阁、曾昭安等老教授闲谈，后整理成文章《算学的共同基础》、《好几个题和一个秘诀》、《秘诀的披露》，刊登在《中等算学》月刊（1933年）。汤璪真写成专著《扩大几何学》，并作为讲义开设新课，1936年由国立武汉大学作为讲义印刷。汤璪真还写有《论时空中之最短线及最短零线》（《理科季刊》，1940年），《群之新基本特性》（《理科季刊》，1942年）。
汤璪真的研究涉及代数、几何、数理逻辑、分析领域。汤璪真是中国研究微分几何的开拓者之一。在武汉大学任职期间，汤璪真先后发表《新几何学》（即《扩大几何学》）、《微分学的几个根本问题》、《数理玄形学》、《绝对微分学的一个难关》等著述，还翻译了《集合理论几何学》等书。1931年，汤璪真在翻译罗马大学教授莱维·齐维塔（T．Levi-Civita，1873年—1941年）所著的《绝对微分学》时，多次与莱维·齐维塔就书中问题进行讨论。1935年2月，汤璪真在填写《研究专门学术人员调查表》时，在“本人工作心得与兴趣趋向或其他感想”一栏中写道，他“曾与数学界名流韦尔（Weyl）、施乌顿（Schouten）、莱维-齐维塔、杜斯切克（Duschek）等屡次讨论绝对微分学，其结果作成《绝对微分学的一个难关》一文，登在武汉大学理科季刊上，此可算为本人心得且为比较有兴趣之事。”
在武汉大学任教时，汤璪真曾将“拉盖尔几何”（Laguerre Geometry）的研究成果贴在教室里，引起学生们很大兴趣。1937年，国立中央大学、国立武汉大学、国立浙江大学联合招生，数学由汤璪真命题，其中一题即从“拉盖尔几何”取来。
汤璪真是中国数学会理事。1933年被国民政府教育部聘为天文数学物理讨论会会员。汤璪真的交游广泛。1986年6月13日，《人民政协报》刊登周谷城《怀念章伯钧教授》一文回忆稱：“……我们每有暇时，常到武汉大学汤璪真教授家中聚会。汤是我的同学老友，与章1926年同时留德回国。”汤璪真还曾参加国立武汉大学理学院学生的“数理学会”，获聘为“特别会员”。学会定期开会交流，汤璪真常在会上介绍自己的研究成果，并写成英文论文多篇，后在《美国数学学会会刊》、《美国数学月刊》发表。

### 从武大到师大
抗日战争全面爆发初期，为了实现“教育救国”，汤璪真在湖南省宁乡县创办宗一中学，并任董事长。当时他在老家的亲人已迁居宁乡县。抗日战争中，汤璪真随武汉大学迁到四川乐山，后在贵州榕江遭遇水灾，全家数口死里逃生，但他多年积累的藏书和数篇未完成的著作付之东流。
1943年，汤璪真离开武汉大学。此后历任广州中山大学教授，广西大学教授兼教务长，曾在广西大学校刊上题词“教不倦、学不厌”。他还曾在安徽大学校刊上发表《近代数学思想》一文，介绍英国罗素阐述的数学定义：“数学是这么样的科学，它那里头所讲的东西是甚么和所说的话是不是真的，我们绝不知道。”
1948年9月，汤璪真应北平师范学院院长袁敦礼、数学系主任傅种孙邀请，返回母校出任数学系教授兼学院教务长。数学系编印的迎新特刊（1948年10月28日出版）介绍了汤璪真、杨克纯（武之）、张禾瑞、赵慈庚等同时新来任教的教授、副教授。1948年底，袁敦礼去职，汤璪真出任代理校长。汤璪真留德时的同学、南京政府教育部部长朱家骅为汤璪真全家准备好了飞赴南京的机票，此前还曾请汤璪真任教育部司长职务，均被汤璪真拒绝。

### 共和国时期
1949年北平和平解放不久，汤璪真即被叶剑英领导的中国人民解放军北平市军事管制委员会任命为北京师范大学校务委员会常务委员。1949年北平和平解放后，毛泽东亲到汤璪真家，由毛泽东设宴宴请汤璪真、黎锦熙、傅种孙、黄国璋等人。1949年10月1日中华人民共和国开国大典时，汤璪真率北京师范大学的队伍参加观礼。中华人民共和国成立后，汤璪真同华罗庚、苏步青、樊映川等教授均有交往，并应华罗庚之请任中国科学院出版的《数学名词》一书的编审委员。为研究需要，汤璪真开始学习俄语。汤璪真研究群论对于量子力学的应用的论文在中国数学会宣读。1951年，商务印书馆在汤璪真去世后出版了他的《绝对微分学》一书。汤璪真去世前，还曾准备重新整理《一种速检方法的报告》的材料。
汤璪真在该时期担任九三学社中央理事会候补理事、九三学社北京分社理事和北京师范大学支社主任委员。他还参加全国政协学习组的学习，阅读马克思、恩格斯、列宁、斯大林、毛泽东的著作。汤璪真曾多次应邀到中南海毛泽东处做客。中华人民共和国建国初期的新气象令他感到鼓舞，他将王莘作词作曲的歌曲《歌唱祖国》的剪报贴在家中墙上，让女儿教他唱。1951年夏，汤璪真参加了章乃器任团长的全国政协赴西南土地改革工作团，在四川东部农村考察土地改革工作情况。随后他写信向毛泽东谈对土地改革的观感和体会，毛泽东回信鼓励他。回到北京后，汤璪真又应《光明日报》及“九三社讯”的邀请，撰写了参加土地改革的感想。
从四川回北京后不久，汤璪真患急性胰脏炎，随即入北京大学医院治疗。毛泽东得知后，特派田家英到医院慰问。住院不到一周，汤璪真于1951年10月9日晨病逝，终年54岁。毛泽东派田家英到北京师范大学传达悼念之意。毛泽东称汤璪真的早逝为“我们国家科学界的一大损失”。1951年10月21日，北京师范大学教务长、《中国数学杂志》总编辑傅种孙给毛泽东写信，报告北京师范大学与九三学社、中国数学会共同发起追悼会，“欲请主席赐一挽联或吊悼笔墨”，并请毛泽东为即将创刊的《中国数学杂志》题写刊名。毛泽东在傅种孙的信上批示：“傅先生：汤先生追悼会当表示悼唁。遵嘱为数学杂志写了题名，不知可用否？毛泽东 一九五一年十月二十三日。”题名一式三份附在回信中。在为汤璪真举行的追悼会上，毛泽东送的花圈摆在中间。
汤璪真去世后，家属生活困难。毛泽东曾多次派人了解情况，请有关部门解决困难。1960年代初，汤璪真有三个孩子同时上大学。毛泽东让秘书每年从他的工资内送去600元人民币，直到这三个孩子全部毕业参加工作为止。1963年底，在第二届全国人民代表大会第四次会议开会期间，毛泽东见到全国人大代表黎锦熙时又问起汤璪真家的情况。会后，黎锦熙向汤璪真的夫人和孩子转达了毛泽东的关心。
2008年1月12日，“北京师范大学数学科学学院纪念汤璪真校长诞辰110周年暨汤璪真文集首发式”在北京师范大学英东学术会堂举行。